# Directiva Aníbal
La Directiva Aníbal (también conocida como “Procedimiento Aníbal” o “Protocolo Aníbal”) (en hebreo: נוהל חניבעל‎, romanizado: Nóhal Khanibaál) es el protocolo utilizado por las Fuerzas de Defensa de Israel (FDI) para evitar la captura de soldados o civiles israelíes por las fuerzas enemigas, matándolos si es necesario.
Esta directiva estipula que, en caso de que un soldado o un civil sean hechos prisioneros o lo estén siendo, se debe emplear fuerza máxima para evitarlo, incluso si eso significa causarle la muerte, por lo que «equivale a ordenar que se fusile al soldado capturado para evitar que sea hecho prisionero». Su nombre proviene del legendario general cartaginés Aníbal, que prefirió suicidarse a caer en manos de los romanos.
Fue creada en 1986, después de que tres soldados de la brigada de infantería israelí Givati fueran capturados por la organización libanesa Hezbolá. Según esta doctrina, un soldado israelí muerto es preferible a un prisionero vivo.
Es posible que hayan coexistido dos versiones de la Directiva Aníbal: la versión oficial escrita, accesible sólo a las altas jerarquías de las FDI, y una versión oral para los comandantes de división y niveles inferiores. En la versión oral, la expresión «por todos los medios» a menudo se interpretó literalmente como «todo soldado israelí está mejor muerto que hecho prisionero», si bien en 2011 el jefe del Estado Mayor de las FDI, Benny Gantz, afirmó que la directiva no permitía matar a soldados israelíes para evitar que cayeran en manos enemigas. 
El texto completo de la directiva nunca se ha publicado y, hasta 2003, la censura militar israelí prohibió cualquier discusión sobre el tema en la prensa. La directiva ha sido modificada varias veces, hasta que fue temporalmente revocada en 2016 por el jefe del Estado Mayor de las FDI, Gadi Eizenkot. La doctrina volvió a aplicarse tanto contra civiles como contra soldados israelíes durante la operación Inundación de Al-Aqsa, el 7 de octubre de 2023.

## Durante el 7 de octubre de 2023
Durante el ataque liderado por Hamás contra Israel en 2023, las FDI recibieron la orden de impedir «a toda costa» el secuestro de civiles o soldados israelíes, lo que provocó la muerte de un número indeterminado de rehenes israelíes, según han denunciado periódicos israelíes y la propia ONU. En concreto, cinco horas después del inicio de los ataques de Hamás, la División de Gaza del ejército israelí recibió la orden de que «ni un solo vehículo puede volver a Gaza». Una fuente del Mando Sur del ejército israelí declaró a Haaretz: «Todo el mundo sabía entonces que esos vehículos podían transportar civiles o soldados secuestrados... No hubo ningún caso en el que un vehículo que transportara a personas secuestradas fuera atacado deliberadamente, pero no se podía saber realmente si había alguna de esas personas en un vehículo. No puedo decir que hubiera una orden clara, pero todo el mundo sabía lo que significaba no permitir que ningún vehículo regresara a la Franja de Gaza». La misma fuente afirmó que a las 14:00 horas se dio una nueva orden que «tenía como objeto convertir el área alrededor de la valla fronteriza en una zona de muerte, cerrándola hacia el oeste».
El 5 de diciembre de 2023, los rehenes israelíes liberados por Hamás durante la primera tregua se reunieron con el gabinete de guerra israelí y se quejaron de que, durante el 7 de octubre, fueron atacados deliberadamente por helicópteros israelíes cuando los dirigían hacia Gaza y fueron bombardeados incesantemente por la aviación israelí cuando ya estaban allí. El Canal 12 israelí informó el 16 de diciembre que el ejército israelí había disparado contra un tractor que transportaba rehenes a Gaza.
En enero de 2024, una investigación del diario israelí Yedioth Ahronoth concluyó que el ejército israelí había aplicado la Directiva Aníbal desde el mediodía del 7 de octubre, por la cual ordenó a todas las unidades de combate detener «a toda costa» cualquier intento de los milicianos de Hamás de volver a la Franja con rehenes. Los helicópteros del ejército israelí dispararon contra vehículos que intentaban cruzar la línea fronteriza.  Según Yedioth Ahronoth, las tropas israelíes inspeccionaron unos setenta vehículos alcanzados por ataques de helicóptero, tanque o dron en las carreteras que conducen a la Franja Gaza, y en algunos de los casos todos sus pasajeros habían sido asesinados.
En una entrevista con el diario israelí Haaretz, el teniente coronel Nof Erez declaró que las tropas israelíes habían sido prácticamente aniquiladas en todo el terreno fronterizo con la Franja. Según Erez, esto supuso que no hubiese nadie con quien los pilotos de helicópteros o drones pudieran comunicarse, lo que hizo muy difícil la identificación de personas sobre el terreno. Erez declaró que «la Directiva Aníbal, sobre la base de la cual hemos estado realizando simulacros durante los últimos 20 años, se plantea el escenario de un solo vehículo con rehenes: se sabe por qué punto de la valla fronteriza pasa, por qué lado de la carretera se mueve e incluso por qué carretera... Lo que vimos aquí fue un "Aníbal masivo". Había muchas brechas en la valla. Miles de personas en gran cantidad de vehículos distintos, tanto con rehenes como sin ellos».
Un informe de una comisión de la ONU publicado en junio de 2024 concluyó que las fuerzas de seguridad de Israel aplicaron la Directiva Aníbal en varios lugares, matando probablemente al menos a 14 civiles israelíes el 7 de octubre de 2023.
Una investigación de Haaretz de julio de 2024 reveló que el ejército israelí ordenó que se utilizara la Directiva Aníbal, y agregó: «Haaretz no sabe cuántos civiles y soldados fueron alcanzados debido a estos procedimientos, pero los datos acumulados indican que muchas de las personas secuestradas estuvieron en riesgo, expuestas a los disparos israelíes, incluso aunque no fuesen el objetivo». Una de estas decisiones se tomó a las 7:18 AM, cuando un puesto de observación informó que alguien había sido secuestrado en el paso de Erez, cerca de la oficina de enlace del ejército israelí. «Hannibal en Erez» fue la orden que dio el cuartel general de la división, tras lo cual añadió «envíen un Zik». El Zik es un avión no tripulado de asalto, y el significado de esta orden estaba claro, según Haaretz.
Haaretz también informó que, a las 18:40, la inteligencia militar creía que los milicianos pretendían volver a la Franja de Gaza de una manera organizada desde los kibutzim Beeri, Kfar Aza y Kissufim. En respuesta, el ejército disparó su artillería contra la zona de la valla fronteriza, muy cerca de estas comunidades. Poco después, también se dispararon proyectiles contra el paso fronterizo de Erez. El ejército israelí afirma que no tiene conocimiento de que ningún civil resultase herido en estos bombardeos.
Se tiene conocimiento de varios casos específicos en los que el uso de esta directiva causó la muerte de civiles israelíes. Durante los combates en el kibutz Be'eri, un comandante de tanques israelí ordenó lanzar un obús contra una casa en la que milicianos de Hamás retenían a catorce rehenes israelíes, matando a trece de ellos. Por otro lado, un rehén israelí de 68 años, Efrat Katz, murió por los disparos de un helicóptero israelí contra el tractor que lo transportaba a la Franja de Gaza, como fue también el caso una mujer de 51 años, Dikla Arava, que había sido secuestrada en el kibutz Nahal Oz.
En 2025, Yoav Gallant, exministro de Defensa israelí, reconoció que efectivamente se aplicó la Directiva Aníbal el 7 de octubre de 2023 "tácticamente, en varios lugares" cercanos a la Franja de Gaza. El gobierno israelí no ha revelado cuántos civiles y militares israelíes fueron abatidos por las FDI aquel día.